# Carlo Bosco
Carlo Bosco, född 30 september 1955 i Stockholm, är en svensk modefotograf. Han har fotograferat för en mängd svenska modetidningar, bland annat ELLE och Café och har även publicerats internationellt. Bosco har även grundat skolan School of Fashion Photography Stockholm.